# Не (ТВ филм)
„Не” је југословенски ТВ филм из 1983. године. Режирао га је Ладислав Виндакијевић а сценарио је написао Звонимир Бајсић.

## Улоге
| Глумац                 | Улога  |
| ---------------------- | ------ |
| Вања Драх              | Петрус |
| Фрањо Мајетић          | Драгец |
| Јосип Мароти           | Јозица |
| Милка Подруг Кокотовић | Зденка |